# Talgua (kommun)
Talgua är en kommun i Honduras.   Den ligger i departementet Departamento de Lempira, i den västra delen av landet, 170 km väster om huvudstaden Tegucigalpa. Antalet invånare är 8 200.